# Joseph Franceschi

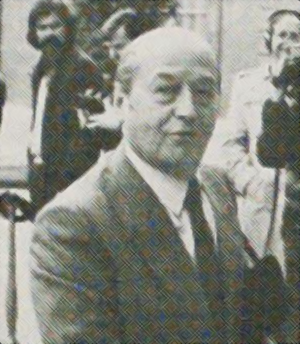
Joseph Franceschi (1981)

Joseph Franceschi (* 15. Januar 1924 in Tunis; † 10. März 1988 in Paris) war ein französischer Politiker der SFIO (Section française de l’Internationale ouvrière) und später der PS (Parti socialiste), der unter anderem Mitglied der Nationalversammlung sowie Staatssekretär im Kabinett Mauroy und im Kabinett Fabius war.

## Leben
Joseph Franceschi, Sohn des Bahnhofvorstehers Mathieu Franceschi und dessen Ehefrau Antoinette Ottavy, trat 1938 im Alter von 14 Jahren der Sozialistischen Jugend MJS (Mouvement des Jeunes Socialistes), der Jugendorganisation der Französischen Sektion der Arbeiter-Internationale SFIO (Section française de l’Internationale ouvrière) bei, und trat nach der Befreiung Tunesiens im Mai 1943 den Freien Französischen Streitkräften FFL (Forces françaises libres) bei. Er kämpfte in deren 2. Panzerdivision (2e division blindée) und erhielt für seine Verdienste im Italienfeldzug das Croix de guerre 1939–1945 und die Militärmedaille. Nach Kriegsende absolvierte er Studien der Literaturwissenschaften sowie des Öffentlichen Rechts, die er mit einer Licence en lettres sowie einer Licence en droit public beendete. Er erwarb einen Doktor der Politikwissenschaften und war als Wissenschaftlicher Assistent und Dozent an der Universität Amiens tätig. Sein politisches Engagement begann er als Sekretär der Französischen Sektion der Arbeiter-Internationale SFIO (Section française de l’Internationale ouvrière) in Alfortville und wurde am 9. Dezember 1951 zum Mitglied des Stadtrates und stellvertretenden Bürgermeister gewählt. Als Nachfolger von Raoul Bleuse wurde er 1965 selbst Bürgermeister von Alfortville und bekleidete dieses Amt nach seinen Wiederwahlen am 21. März 23 Jahr lang bis zu seiner Ablösung durch René Rouquet. Des Weiteren wurde er 1967 Mitglied des Generalrates des Département Val-de-Marne und gehörte diesem bis 1988 an.
Bei der Parlamentswahl am 11. März 1973 wurde Franceschi im neu geschaffenen vierten Wahlkreis des Département Val-de-Marne erstmals zum Mitglied der Nationalversammlung (Assemblée nationale) gewählt und gehörte dieser nach seinen Wiederwahlen 1978 sowie am 21. Juni 1981 vom 2. April 1973 bis zu seinem Mandatsverzicht am 22. Juli 1981 an, woraufhin René Rouquet als Abgeordneter nachrückte.

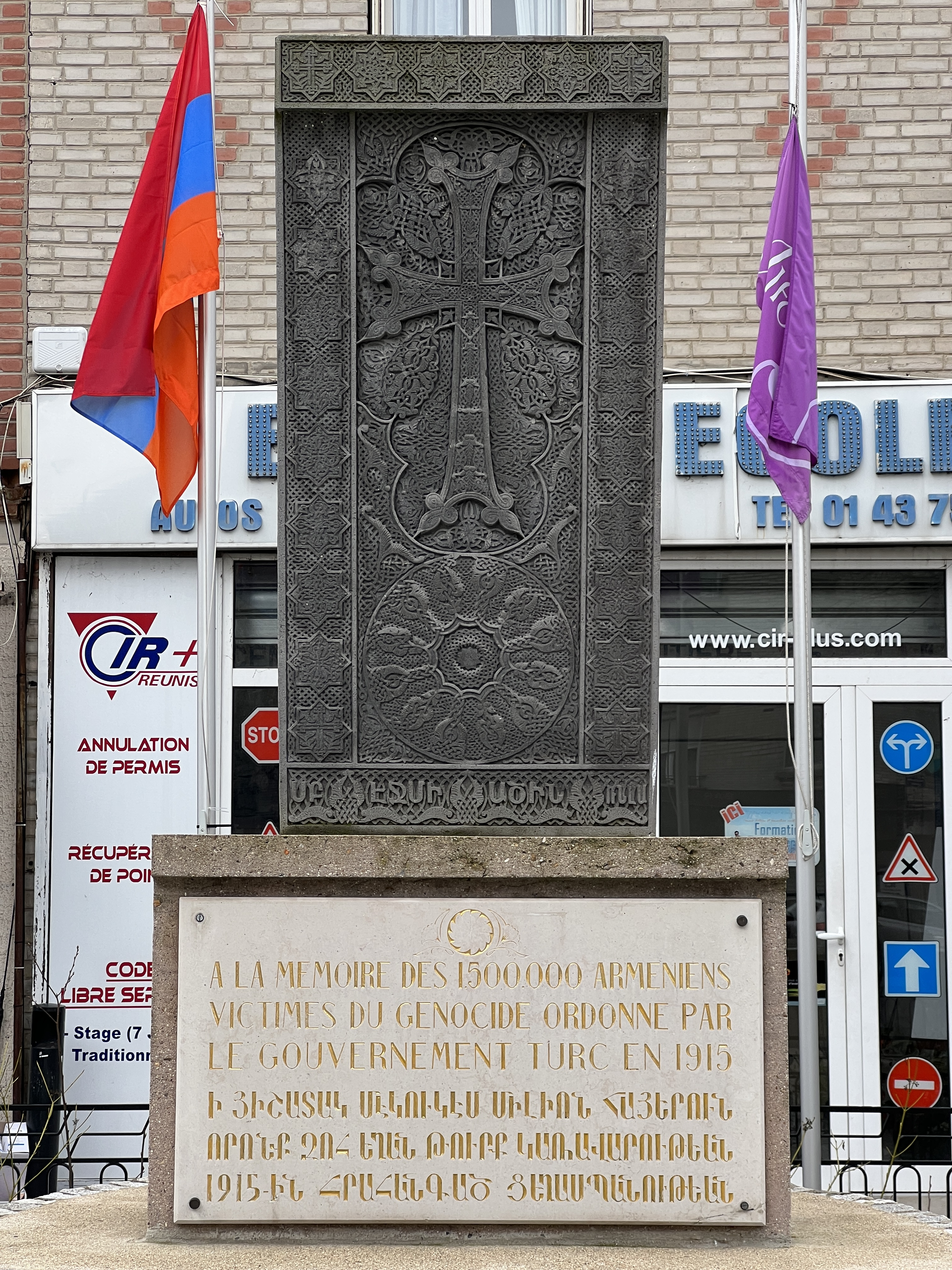
Das Völkermordmahnmal in Alfortville, auf das am 3. Mai 1984 ein Bombenanschlag verübt wurde.

Am 23. Mai 1981 übernahm Franceschi im Kabinett Mauroy I den neu geschaffenen Posten als Staatssekretär für Rentner und ältere Menschen (Secrétaire d’État chargé des Retraités et des Personnes âgées) und bekleidete dieses Amt vom 22. Juni 1981 bis zu seiner Ablösung durch Daniel Benoist am 17. August 1982 auch im zweiten Kabinett Mauroy. Im Zuge der Umbildung des zweiten Kabinetts Mauroy übernahm er am 18. August 1982 den ebenfalls neu geschaffenen Posten des Staatssekretärs für öffentliche Sicherheit (Secrétaire d’État à la Sécurité publique) und behielt diese Funktion zwischen dem 22. März 1983 und dem 17. Juli 1984 auch im dritten Kabinett Mauroy.
Während seiner Amtszeit als Staatssekretär für öffentliche Sicherheit und Bürgermeister von Alfortville kam es am 3. Mai 1984 zum Bombenanschlag auf das Alfortville-Völkermordmahnmal, eine durch den türkischen Rechtsextremisten Abdullah Çatlı geleitete Attacke von Mitgliedern der Grauen Wölfe, die vom türkischen Nationalen Nachrichtendienst (MİT) finanziert wurde.
Im Kabinett Fabius bekleidete Franceschi vom 20. Juli 1984 bis zum 21. März 1986 erneut das Amt als Staatssekretär für Rentner und Senioren im Ministerium für Soziales und nationale Solidarität. Bei der Parlamentswahl am 16. März 1986 wurde er für die PS im vierten Wahlkreis des Département Val-de-Marne noch einmal zum Mitglied der Nationalversammlung gewählt und gehörte dieser vom 2. April 1986 bis zum 10. März 1988 an, woraufhin Jean-Jacques Jégou neuer Abgeordneter für diesen Wahlkreis wurde.

## Veröffentlichungen
- Sidi-Safi, Collection Bibliothèque verte, Paris 1958
- Les Groupes de pression dans la défense de l'enseignement public, Librairies techniques, Paris 1964
- Carte politique et physique du Val-de-Marne, Éditions MDI, Paris 1969
- Alfortville, sociologie humaine et politique, Éditions SUDEL, Paris 1971
- Un demi-siècle de consultations nationales dans la circonscription de Charenton, Éditions de l’an 2000, Paris 1973
- Discours prononcés à la tribune de l’Assemblée nationale (1973–1978), Vorwort von Gaston Defferre, Éditions Martinsart, 1978